# Пивоваров Юрій Анатолійович
Ю́рій Анато́лійович Пивова́ров (6 липня 1962, Біла Церква) — український дипломат. Надзвичайний і Повноважний Посол України в Республіці Сенегал (з 2021). Надзвичайний і Повноважний Посланник першого класу (23 грудня 2022).

## Життєпис
Народився 6 липня 1962 року в місті Біла Церква на Київщині. Працював на різних посадах у Міністерстві закордонних справ України. Був Послом з особливих доручень МЗС України, заступником директора Департаменту країн Близького Сходу та Африки МЗС України, заступником директора П'ятого територіального департаменту МЗС України.
З 28 квітня 2021 року — Надзвичайний і Повноважний Посол України в Республіці Сенегал.
З 4 травня 2022 року — Надзвичайний і Повноважний Посол України за сумісництвом в Гвінейській Республіці, Кот-дʼІвуарі, Ліберії. Надзвичайний і Повноважний Посол України в Республіці Гвінея-Бісау за сумісництвом від 21 лютого 2023 року.

## Сім'я
- Батько — Пивоваров Анатолій Костянтинович (23.07.1939)
- Дядько — Пивоваров Валерій Костянтинович (17.11.1934) — український дипломат
- Син — Пивоваров Єгор Юрійович — український дипломат.